# 邪魔してゴメン!
『邪魔してゴメン!』（じゃましてゴメン）は、一部TBS系列局で放送されたTBS製作のドラマ番組（シチュエーション・コメディ）。製作局のTBSでは1989年10月5日から1990年3月29日まで放送。

## 概要
織田ちゃん（織田裕二）がマスターを勤める「バーけむり」を舞台に繰り広げられるシチュエーション・コメディ。レギュラーである常連客の役者は全員芸名で出演した。

## 出演者
- 織田ちゃん（織田裕二） - バーけむりのマスター
- 恵利ちゃん（新田恵利） - バーけむりの押しかけ従業員
- 笹やん（笹野高史） - 近所の焼き鳥屋。
- 北見さん（北見敏之） - 自称空間プロデューサー
- 山崎さん（山崎大輔） - 恐妻家のサラリーマン